# Wappenmünzen

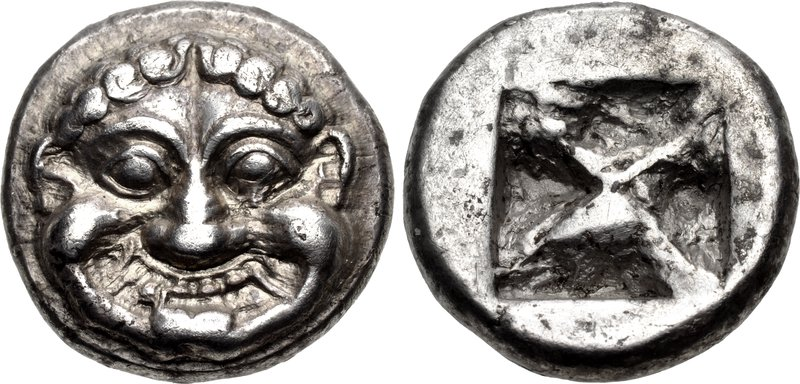
Didracma Wappenmünze con la imagen de la Gorgona, c. 545-525 a. C.

Las Wappenmünzen (plural de Wappenmünze, término alemán cuya traducción literal es «monedas heráldicas») son la forma más antigua constatada de moneda ateniense, acuñadas en la antigua Atenas bajo los Pisistrátidas a finales del siglo VI a. C.
El término se refiere a una variedad de monedas de plata y electro acuñadas antes de la utilización sistemática de la imagen del mochuelo de Atenea, un diseño emblemático utilizado en todas las monedas atenienses posteriores. Inicialmente interpretados por los numismáticos como los emblemas heráldicos de las familias nobles atenienses, ahora se cree generalmente que los variados diseños de los Wappenmünzen representan a magistrados concretos de la casa de moneda, en línea con las prácticas contemporáneas en la acuñación de monedas de Grecia oriental.
A diferencia de las monedas de plata atenienses posteriores, los Wappenmünzen se acuñaron con plata importada, antes de la explotación de las minas de Laurion, típica del periodo clásico.

## Historia

### Resumen

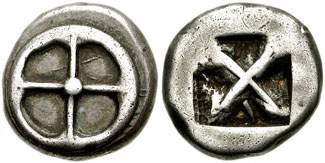
Didracma Wappenmünze con rueda de cuatro radios, 545-510 a. C.

Aunque algunas obras históricas atenienses, como la Constitución de los atenienses de Aristóteles, atribuyen a Solón una reforma de la moneda ateniense, los estudios modernos interpretan las reformas económicas de Solón como referencias a los pesos de la plata en bruto para el comercio expresados en unidades de dracma, en lugar de monedas acuñadas.
La fecha inicial para la acuñación de Wappenmünzen se suele hacer coincidir con el gobierno de Pisístrato. Las fechas correspondientes a su primera (c. 560 a. C.) o su última tiranía (c. 546-527 a. C.) son ambas plausibles, aunque las fechas de la primera parte de su tercera tiranía reciben el apoyo de la necesidad de financiar expediciones militares durante este periodo, lo que lleva a una fecha tentativa de c. 546-535 a. C.
En el registro arqueológico se atestiguan catorce apariciones distintas de Wappenmünzen, principalmente en forma de didracma. A finales de la era pisistrátida, se introdujeron acuñaciones Wappenmünzen adornadas con la imagen de una Gorgona tanto en el tetradracma como en el didracma. Los Wappenmünzen con Gorgona fueron el primer diseño de moneda ateniense y posiblemente la primera moneda de dos caras de la antigua Grecia. La acuñación arcaica ateniense de electro es contemporánea y típicamente se asocia con los Wappenmünzen tardíos.
Los depósitos superficiales de plata ática se habían explotado desde el período heládico medio, pero se agotaron casi por completo en el siglo VI, a lo que contribuyó la falta de nuevos hallazgos de plata en los estratos del período. Como la minería subterránea en las minas de Laurion no tuvo su comienzo hasta finales del siglo VI, las fuentes primarias de plata bajo los Pisistrátidas se encontraban en depósitos tracio-macedonios adquiridos mediante expediciones militares, especialmente alrededor del río Estrimón.

### Diseño
Los Wappenmünzen se acuñaron con distintos diseños en el anverso, aunque el reverso solía ser un cuadrado dividido en cuatro segmentos en diagonal. Más adelante se troquelaron una pequeña cabeza de felino dentro de uno de los segmentos del reverso o un motivo reverso completo en los didracmas y tetradracmas acuñados poco antes de la transición a la utilización de la imagen del «mochuelo».

### Acuñaciones de electro
A finales del siglo VI se produjeron las únicas acuñaciones de monedas de electro en Atenas, generalmente clasificadas como Wappenmünzen debido a su antigüedad y a los diseños que exhibían. Se conocen tres diseños del anverso de las Wappenmünzen de electro, mostrando toros, ruedas y mochuelos. Los tipos «toro» y «rueda» llevan en su reverso el cuadrado cuatripartito característico de otros Wappenmünzen, pero el tipo «mochuelo» presenta un diseño en el reverso interpretado de manera controvertida (posiblemente un monograma alfa, delta o alfa-tau) que no es característico de ninguna otra acuñación griega arcaica. Las monedas de electro con mochuelo, de las que se conocen ocho ejemplares, han sido calificadas como una posible falsificación del siglo XIX.